# Макаревич Микола Петрович
Микола Петрович Макаревич (28 жовтня, 1940, с. Камінно-Товкачі, нині Кам'янівка Овруцький район, Житомирська область, Українська РСР, СРСР — 28 вересня 2018, м. Київ) — український дипломат, у 1990—1994 роках — перший заступник міністра закордонних справ України, пізніше — Надзвичайний і Повноважний Посол України в Австрії та Естонії.

## Біографія
Народився 28 жовтня 1940 у с. Камінно-Товкачі, нині с. Кам'янівка, Овруцький район, Житомирська область.
У 1958 році закінчив гірниче відділення Київського індустріального технікуму, у 1966 році — юридичний факультет Київського національного університету імені Тараса Шевченка за спеціальністю «юрист-міжнародник».
У 1958—1959 роках працював техніком «Укрнафтогеофізики». З 1959 по 1961 рік проходив службу в збройних силах.
З 1966 року — інструктор Київського обласного комітету ЛКСМ України, потім — аташе протокольно-консульського відділу МЗС Української РСР.
З 1971 по 1977 рік — аташе, 3-й секретар, 2-й секретар Постійного Представництва Української РСР при ООН.
З 1978 по 1981 рік — генеральний секретар, головний радник МЗС Української РСР.
З 1981 по 1984 — 1-й секретар Постійного представництва СРСР при міжнародних організаціях у Відні.
З 1985 по 1989 — начальник консульського відділу МЗС Української РСР.
З 1989 по 1990 — заступник Постійного Представника України при ООН, м. Нью-Йорк.
Микола Петрович Макаревич брав участь у багатьох сесіях Генеральної Асамблеї ООН та міжнародних конференціях з кодифікації й уніфікації міжнародного права.
З 1990 по 12.1994 — перший заступник міністра МЗС України, голова комісії України у справах ЮНЕСКО.
З 12.1994 по 07.1999 — Надзвичайний і Повноважний Посол України в Австрійській Республіці.
З 12.1994 по 07.1999 — Постійний Представник України при міжнародних організаціях у Відні.
Під час каденції Миколи Макаревича в Австрії було встановлено пам'ятник Івану Франку; пам'ятник українцям, які загинули в концентраційному таборі під час Другої світової війни; пам'ятні дошки на будинках, де жили й працювали Михайло Грушевський, Леся Українка, Іван Пулюй і Нечуй-Левицький, Лесь Курбас, перший ректор Чернівецького університету Томашук, а також було встановлено пам'ятник на місці колишнього аеродрому, де в 1918 р. вперше злетів поштовий літак за маршрутом Відень–Київ–Відень.
З 07.1999 по 11.11.2005 — Надзвичайний і Повноважний Посол України в Естонській Республіці.
За цей час завдяки зусиллям Миколи Петровича Макаревича було налагоджено партнерські відносини з десятками міст, районних центрів обох держав. У 2002 р. у студентському місті Тарту відкрили дві пам'ятні мармурові дошки. Першу — на будинку, в якому Леся Українка гостювала у брата Михайла Косача; другу — на будинку, де в 1898 р. було створено перше українське студентське товариство при Тартуському університеті. В центрі Таллінна біля морського порту посаджено і тепер росте Шевченків дуб на згадку про перебування в Естонії в 1842 р. Великого Кобзаря.
Дружина Ганна Олексіївна Макаревич (1941- 2022) — журналістка, поетка, авторка збірок поезій та серій картин. Старша донька Мирослава Макаревич (1972 р.н.) — журналістка, головна редакторка, авторка книжок для дітей. Молодша донька Ганна Макаревич (1979 р.н.) — художниця, дизайнерка.

## Нагороди
- Почесна відзнака Президента України,
- Орден «За заслуги» III ступеня (1996),
- Орден «За заслуги» II ступеня (1999),
- Орден «За заслуги» I ступеня (2005)[2],
- Орден князя Ярослава Мудрого V ступеня (2016)[3],
- Велика Золота Почесна відзнака за заслуги перед Республікою Австрія, Командорський хрест I ступеня (2002),
- Маріїнський Орден Хреста І класу (Естонія)[4].